# Gmina zbiorowa Hagen
Gmina zbiorowa Hagen (niem. Samtgemeinde Hagen) – dawna gmina zbiorowa położona w niemieckim kraju związkowym Dolna Saksonia, w powiecie Cuxhaven. Siedziba administracji gminy zbiorowej znajdowała się w miejscowości Hagen im Bremischen.

## Podział administracyjny
Do gminy zbiorowej Hagen należało sześć gmin: 
1. Bramstedt
2. Driftsethe
3. Hagen im Bremischen
4. Sandstedt
5. Uthlede
6. Wulsbüttel

## Historia
1 stycznia 2014 gmina została rozwiązana.  Utworzono gminę samodzielną (niem. Einheitsgemeinde) Hagen im Bremischen. Pozostałe pięć gmin stały się jej dzielnicami